# Calotes desilvai
Espèce
Calotes desilvai est une espèce de sauriens de la famille des Agamidae.

## Répartition
Cette espèce est endémique du Sri Lanka.

## Étymologie
Cette espèce est nommée en l'honneur d'Anslem de Silva.

## Publication originale
- Bahir & Maduwage, 2005 : Calotes desilvai, a new species of agamid lizard from Morningside Forest, Sri Lanka. The Raffles Bulletin Of Zoology Supplement, no 12, p. 381-392 (texte intégral).